# Löschinger Hugó
Löschinger Hugó (Budapest, 1875. április – Grafrath, 1912. augusztus 11.) magyar festőművész. Löschinger Zsigmond fia. Sógora, Zigány Zoltán (1864–1921) író, lapszerkesztő volt.

## Életpályája
Budapesten tanult. Középiskolák után a mintarajziskolába került, majd Székely Bertalan, aztán Benczúr Gyula növendéke volt, mint a Lotz és Benczúr mesteriskolák lakója. 
Leginkább állatképei, faldíszítő festményei és történeti témájú művei váltak ismertté.

## Művei
- Apolló és Dachma (1909)
- Önarckép (1910)
- Szerszámos ló napon (1911)

## Díjai
- Vaszary-díj (1908)